# Калъмбайн Вали
Калъмбайн Вали (на английски: Columbine Valley) е град в окръг Арапахо, щата Колорадо, САЩ. Калъмбайн Вали е с население от 1132 жители (2000) и обща площ от 2,7 km². Намира се на 1629 m надморска височина. ЗИП кодът му е 80123, а телефонният му код е 303, 720.